# Коваль, Михаил Владимирович
Михаи́л Влади́мирович Ко́валь (укр. Михайло Володимирович Коваль; род. 26 февраля 1956, Изяслав, Хмельницкая область, Украинская ССР, СССР) — украинский военачальник. Первый заместитель Секретаря Совета национальной безопасности и обороны Украины в 2015—2021 годах. Генерал-полковник. Кандидат исторических наук.
Исполняющий обязанности министра обороны Украины (25 марта — 3 июля 2014), заместитель Секретаря Совета национальной безопасности и обороны Украины (3 июля 2014 — 17 января 2015).
С 16 августа 2022 года — ректор Национального университета обороны Украины.

## Биография
Родился 26 февраля 1956 года в городе Изяслав Хмельницкой области Украинской ССР.
С сентября 1971 года по июнь 1975 года учился в Каменец-Подольском индустриальном техникуме на маркшейдерском отделении. После окончания получил квалификацию «горный техник-маркшейдер» и поступил в Каменец-Подольское высшее военно-инженерное командное училище имени В. К. Харченко. Учился с августа 1975 года по сентябрь 1979 года по специальности «командир инженерно-саперных и воздушно-десантных войск».

### Военная служба
С 1979 года по 1983 год проходил службу в 132-м отдельном гвардейском инженерно-саперном батальоне 104 гвардейской воздушно-десантной дивизии Вооружённых Сил СССР в различных должностях — был командиром инженерно-сапёрного взвода (с сентября 1979 года), командиром взвода спецминирования инженерно-технической роты (с февраля 1980 года), затем командиром инженерно-технической роты.
С января 1983 года — начальник 306 учебного центра 104-й гвардейской воздушно-десантной дивизии. В октябре 1984 года был переведён в 328-й гвардейский парашютно-десантный полк 104-й гвардейской воздушно-десантной дивизии, занимал должности заместителя командира и командира 3-го парашютно-десантного батальона (с октября 1985 года). На его счету — почти 700 прыжков с парашютом.
В 1990 году окончил Военную академию имени Фрунзе.
С июня 1990 года — заместитель командира 36-й отдельной воздушно-десантной бригады (деревня Гарболово Ленинградской области).
С декабря 1990 года — заместитель начальника 224-го учебного центра по подготовке младших специалистов воздушно бригад (город Хыров Львовской области УССР). В мае 1992 года назначен на должность начальника этого центра (с 1999 года — 80-й отдельный аэромобильный полк).
С сентября 1995 года по июль 1997 года учился на оперативно-стратегическом факультете Академии Вооруженных Сил Украины в Киеве (ныне — Национальный университет обороны Украины имени Ивана Черняховского).
В июле 1997 года Коваль был назначен на должность начальника штаба — заместителя командира 30-й танковой дивизии 8-го армейского корпуса Северного оперативного командования. С ноября 1997 года — командир этой дивизии.
В декабре 1999 года назначен на должность начальник штаба — первый заместитель командира 13-го армейского корпуса Западного оперативного командования в городе Ровно.
С сентября 2001 года — начальник штаба — первый заместитель начальника Главного управления внутренних войск МВД Украины. 2 февраля 2002 года Коваль назначен на должность первого заместителя Председателя Государственного комитета по делам охраны государственной границы Украины — Командующего Пограничных войск Украины.
18 августа 2003 году назначен на должность первого заместителя председателя Государственной пограничной службы Украины — директора Департамента по работе с личным составом. В этом же году вёл переговоры с российской стороной в ходе конфликта вокруг острова Тузла.
В 2007 году в Черновицком национальном университете имени Юрия Федьковича защитил кандидатскую диссертацию, посвящённую исследованию деятельности украинского и советского политического и партийного деятеля В. П. Затонского. Кандидат исторических наук.

#### Аннексия Крыма
5 марта 2014 года во время российской аннексии Крыма генерал-полковник пограничных войск Коваль был похищен «неизвестными формированиями в военной униформе» возле военной части под Ялтой, куда он приехал «поднимать боевой дух украинских пограничников». По словам Коваля, его похитили бойцы воздушно-десантных войск России с участием гражданских лиц. В тот же день он был освобождён.
В документальном фильме «Крым. Путь на Родину» глава крымского отделения мотоклуба «Ночные волки» Виталий Пунько рассказал о деталях операции по похищению Коваля. По словам Пунько, генерал должен был доставить украинским пограничникам в Ялте приказ открывать огонь на поражение по силам самообороны Крыма, а задачей байкеров было не допустить кровопролития. Когда автомобиль Коваля подъехал к части, байкеры блокировали её, вытащили генерала наружу и пересадили в машину, за рулём которой сидел сам Пунько, отвёзший его в аэропорт Симферополя. В действительности, по словам командира 4 роты Самообороны Владимира Мерцалова: «Правильнее сказать, что его похитили люди в куртках „Ночных волков“. Косухи байкеров у спецов даже не сходились».

#### Вооружённый конфликт на востоке Украины
25 марта 2014 года Верховной Радой Украины утверждён в должности исполняющего обязанности министра обороны Украины, за это решение проголосовал 251 депутат при необходимом минимуме в 226 голосов.
3 июля 2014 года Верховная Рада по предложению президента освободила Коваля от исполнения обязанностей министра обороны, решение на заседании поддержали 327 депутатов при необходимом минимуме в 226 голосов. В этот же день президентским указом генерал был назначен на должность заместителя Секретаря Совета национальной безопасности и обороны Украины, а новым министром обороны Украины стал генерал-полковник В. В. Гелетей.
17 января 2015 года назначен на должность Первого заместителя Секретаря Совета национальной безопасности и обороны Украины.
21 апреля 2015 года президентским указом «О неприменении запрета занимать должности, в отношении которых осуществляются мероприятия по очистке власти (люстрации)» Коваль был освобождён от действия принятого в стране закона «Об очищении власти».
1 ноября 2018 года включён в санкционный список России.
27 июля 2021 года покинул пост Первого заместителя Секретаря Совета национальной безопасности и обороны Украины.

#### Работа в Национальном университете обороны Украины
С 24 февраля 2022 по 15 августа 2022 — начальник штаба — заместитель ректора Национального университета обороны Украины имени Ивана Черняховского.
С 16 августа 2022 года — ректор Национального университета обороны Украины.

## Семья
Женат, имеет двух детей. Жена — Антонина Николаевна, служила в воздушно-десантных войсках в звании старшего прапорщика, имеет на своём счету 18 прыжков с парашютом. Сыновья Владимир и Богдан также пошли по стопам родителей, у каждого из них по несколько десятков прыжков.

## Награды
- Орден «За заслуги» I степени (4 декабря 2014 года) — за личное мужество и героизм, проявленные при защите государственного суверенитета и территориальной целостности Украины, верность военной присяге, высокий профессионализм и по случаю Дня Вооруженных Сил Украины[24]
- Орден «За заслуги» II степени (23 августа 2011 года) — за весомый личный вклад в защиту государственного суверенитета, обеспечения конституционных прав и свобод граждан, укрепление экономической безопасности государства, добросовестное и безупречное служение Украинскому народу и по случаю 20-й годовщины независимости Украины[25]
- Орден «За заслуги» III степени (20 октября 2003 года) — за особые заслуги в защите государственного суверенитета, территориальной целостности, обороноспособности и безопасности Украины, мужество и высокий профессионализм, проявленные при исполнении служебных обязанностей[26]
- Орден Богдана Хмельницкого III степени (2 декабря 2016 года) — за личный вклад в укрепление обороноспособности Украинского государства, мужество, самоотверженность и высокий профессионализм, проявленные при исполнении воинского долга, и по случаю Дня Вооруженных Сил Украины[27]
- Орден Красной Звезды[8]
- Орден «За службу Родине в Вооружённых Силах СССР» III степени (1991)[3]
- 9 медалей медали СССР и Украины, в том числе:
  - Медаль «За военную службу Украине» (23 ноября 1998 года) — за образцовое выполнение воинского долга, достижение высоких показателей в боевой и профессиональной подготовке[28]
  - Медаль «Защитнику Отчизны»[8]
  - Медаль «За боевые заслуги»[8]
- Знак отличия Министерства обороны Украины «Доблесть и честь» (2001)[3]

## Уголовное преследование
Следственным комитетом Российской Федерации Коваль подозревается в совершении военных преступлений на востоке Украины.

## Оценки и мнения
Экс-министр обороны Александр Кузьмук отзывался о Ковале с положительной стороны: «Это кадровый военный, профессионал». Его назначению на пост врио министра обороны также способствовало заявление Александра Турчинова в Верховной Раде о том, что новый министр не участвует в политике и не является кандидатом от какой-либо партии. В то же время, украинский политик, депутат Анатолий Гриценко считал, что это назначение было нежелательно: «По моему мнению, сейчас во главе министерства нужен человек, знающий армию и её возможности, способный вникнуть в ситуацию с первого дня. Ковалю как руководителю из другой структуры понадобится период для полноценного вхождения в должность, а в данный момент такая потеря времени недопустима».
Во время работы М. В. Коваля на должности исполняющего обязанности министра обороны Украины действия украинской армии на востоке были признаны украинскими властями эффективными. В то же время, известны многочисленные случаи, когда в результате обстрелов гибли мирные жители, а также остались нерешённые проблемы с морально-боевыми качествами личного состава армейских подразделений.

## Труды
- Михайло Коваль. Громадсько-політична та культурно-освітня діяльність В. П. Затонського : автореф. дис… канд. іст. наук: 07.00.01 / Коваль Михайло Володимирович. — Чернівецький національний ун-т ім. Юрія Федьковича. — Чернівці, 2007. — 20 с.
- Михайло Коваль. З неба — в бій. Повітряно-десантні війська збройних сил різних країн у другій світовій війні та локальних конфліктах [Текст] : історичний нарис / М. В. Коваль. — Вид. 2-е, доп.. — Вінниця: СПД Данилюк В. Г., 2008. — 212 с. — ISBN 978-966-2917-56-7.
- Михайло Коваль. Довготривала фортифікація на теренах України напередодні та під час другої світової війни. Міфи і реалії. / Михайло Коваль, генерал-полковник, канд. іст. наук. — Нац. ун-т оборони України [та ін.]. — Хмельницький: Вид-во Нац. акад. ДПСУ, 2011—2013 (7 томов).